# Хайдушки поляни
 Тази статия е за местността в Родопите.  За литературното списание вижте Хайдушка поляна.  
„Хайдушки поляни“ е местност в Родопите на 1700 м височина. Тя се намира на 15 км източно от Пампорово на територията на община Смолян, в близост до село Кутела. До 1972 местността носи турското име Имаретдере.
Местността е в близост до HAO Рожен. Там се намира и едноименната хижа. Провежда се традиционен събор „Хайдушки поляни“.